# Torkrum

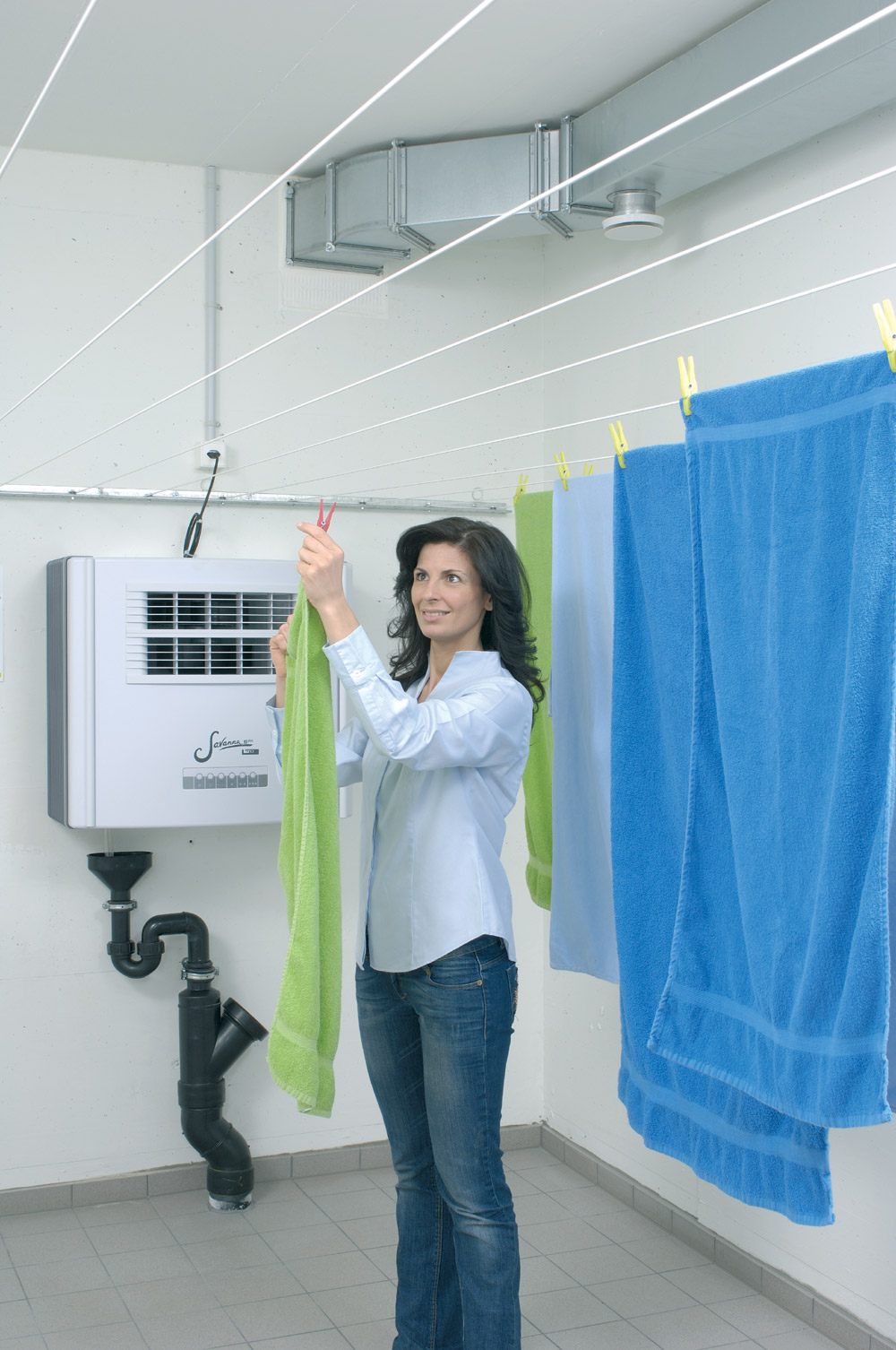
Ett torkrum för textilier.

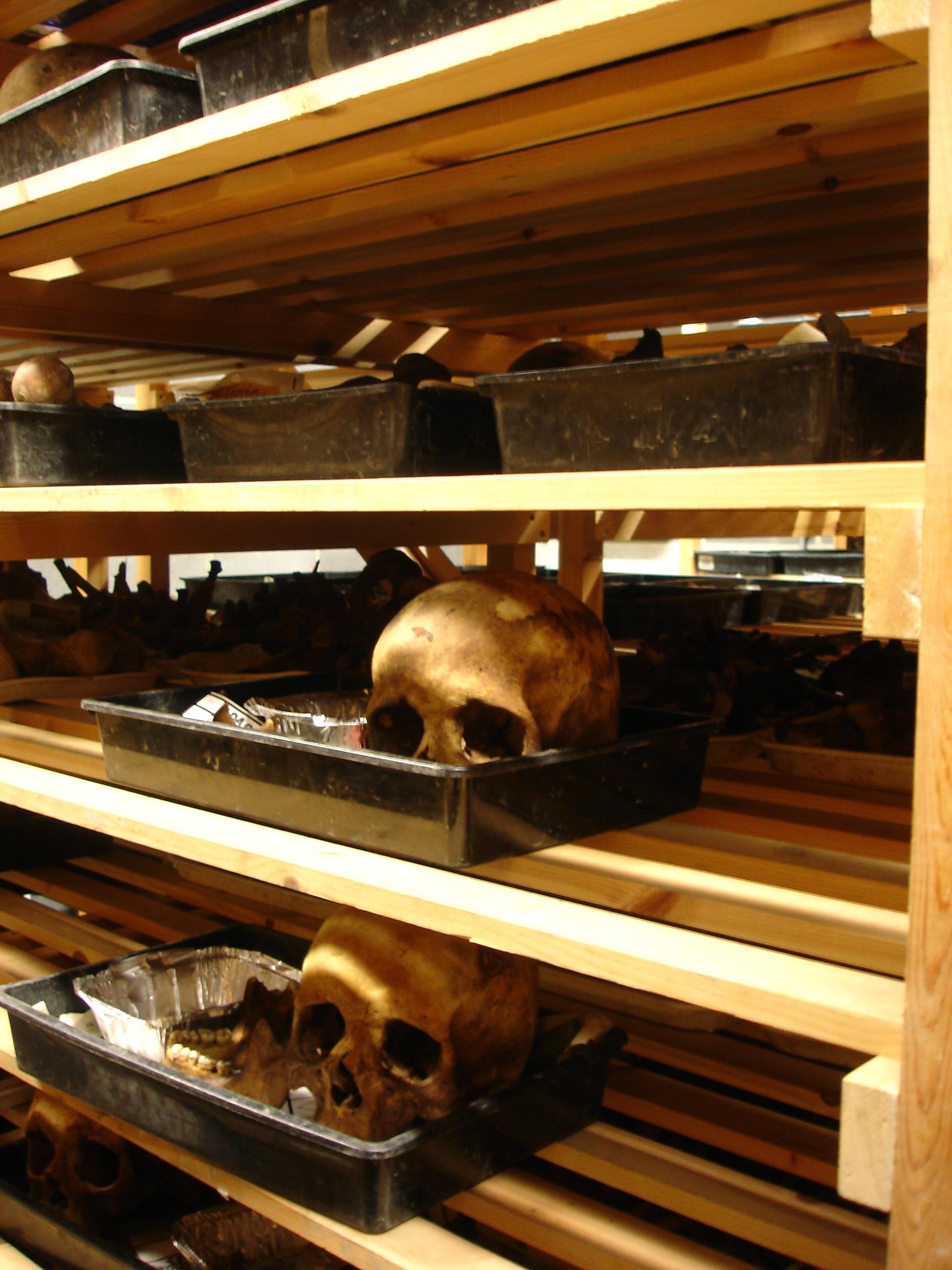
Ett torkrum för skelettdelar.

Torkrum är ett rum avsett för att torka en viss typ av föremål, exempelvis kläder, konstverk, virke eller livsmedel. Ordet torkrum är belagt i svenskan sedan 1749.

## Torkrum för textilier
Under 1930-talet ansågs att bostadslägenhetsinnehavare i Sverige borde ha tillgång till tvättstuga och torkrum. Det dröjde dock några decennier innan det blev realitet för många. I Sverige finns däremot inget krav på att en hyresvärd måste erbjuda sina hyresgäster torkrum.
I tvättstugor i bostadsfastigheter finns ibland torkrum där man torkar blöta, ofta nytvättade, kläder och andra textilier. Dessa torkrum har ofta en varmluftsanläggning och klädstreck, och fungerar som komplement eller ersättare till torkskåp, torktumlare och utomhustorkning. Dessa varmluftsanläggningar är dock energikrävande och medför ofta stora kostnader för fastighetsägaren. Den uppvärmda luften cirkuleras i torkrummet och ventileras sedan ut genom ventilationskanal. Man kan räkna med att energiåtgången för att torka tvätt på detta sätt är flera gånger dyrare än det är att tvätta tvätt. Mer energisnålt är det att torka med hjälp av avfuktare.